# 대한민국 형사소송법 제173조
대한민국 형사소송법 제173조는 감정에 필요한 처분에 대한 형사소송법의 조문이다.

## 조문
제173조(감정에 필요한 처분) ① 감정인은 감정에 관하여 필요한 때에는 법원의 허가를 얻어 타인의 주거, 간수자 있는 가옥, 건조물, 항공기, 선차 내에 들어 갈 수 있고 신체의 검사, 사체의 해부, 분묘발굴, 물건의 파괴를 할 수 있다.
②전항의 허가에는 피고인의 성명, 죄명, 들어갈 장소, 검사할 신체, 해부할 사체, 발굴할 분묘, 파괴할 물건, 감정인의 성명과 유효기간을 기재한 허가장을 발부하여야 한다.
③감정인은 제1항의 처분을 받는 자에게 허가장을 제시하여야 한다.
④전2항의 규정은 감정인이 공판정에서 행하는 제1항의 처분에는 적용하지 아니한다.
⑤제141조, 제143조의 규정은 제1항의 경우에 준용한다.

第173條(鑑定에 必要한 處分) ① 鑑定人은 鑑定에 關하여 必要한 때에는 法院의 許可를 얻어 他人의 住居, 看守者 있는 家屋, 建造物, 航空機, 船車 內에 들어 갈 수 있고 身體의 檢査, 死體의 解剖, 墳墓發掘, 物件의 破壞를 할 수 있다.
②前項의 許可에는 被告人의 姓名, 罪名, 들어갈 場所, 檢査할 身體, 解剖할 死體, 發掘할 墳墓, 破壞할 物件, 鑑定人의 姓名과 有效期間을 記載한 許可狀을 發付하여야 한다.
③鑑定人은 第1項의 處分을 받는 者에게 許可狀을 提示하여야 한다.
④前2項의 規定은 鑑定人이 公判廷에서 行하는 第1項의 處分에는 適用하지 아니한다.
⑤第141條, 第143條의 規定은 第1項의 境遇에 準用한다.

## 참고 문헌
- 손동권 신이철, 새로운 형사소송법(초판, 2013), 세창, 2013. ISBN 9788984114081